# Charles-Victor Dubois
Charles-Victor Dubois (Lessines, Hainaut, 1832 - Ixelles, 1869) fou un organista belga. Privat durant la infantesa de la vista, entrà en l'escola de cecs de Brussel·les, on rebé educació musical. Dotat d'una gran disposició per la música, fou contactat per la firma Merklin i Schütz de Brussel·les, dedicada a la construcció d'harmòniums, els quals arribà a tocar amb gran perfecció, distingint-se principalment per la mestria amb què sabia variar els efectes, i en les improvisacions. Més tard fou nomenat professor d'harmònium en el conservatori de la capital, i es donà conèixer a París i en les més importants poblacions belgues i franceses. S'imprimiren com a obres seves: tres melodies, per a harmònium (Brussel·les, 1857); Pastoral (Brussel·les, 1858); Caprici (Brussel·les, 1858); i Mètode per a harmònium (Brussel·les, 1859).